# Ryan Edwards (Fußballspieler, Oktober 1993)
Ryan Christopher Edwards (* 7. Oktober 1993 in Liverpool) ist ein englischer Fußballspieler. Edwards unterbrach im Jahr 2018 nach einer Hodenkrebs-Diagnose seine Karriere.

## Karriere
Der in Liverpool geborene Edwards begann seine Karriere bei den Blackburn Rovers. Er war Kapitän der Blackburn-Mannschaft, die 2012 das Finale im FA Youth Cup erreichte und mit 1:4 gegen den FC Chelsea verlor. Im Anschluss daran unterzeichnete Edwards im Mai 2012 seinen ersten Profivertrag mit einem Zweijahresvertrag bis 2014. Im Juli 2012 wechselte Edwards für sechs Monate auf Leihbasis zum englischen Viertligisten AFC Rochdale. Bis Januar 2013 absolvierte er für den Verein 26 Ligaspiele in der League Two. Nach seiner Zeit in Rochdale wurde Edwards in der zweiten Saisonhälfte für einen Monat zum ebenfalls in der vierten Liga spielenden Fleetwood Town weiterverliehen. Nachdem er vier Spiele für den Verein absolviert hatte, wurde sein Leihe bis zum Ende der Saison verlängert. Edward bestritt neun Spiele für den Verein, bevor er im Sommer zu den Blackburn Rovers zurückkehrte. Zwischen August und Oktober 2013 folgte eine weitere Leihe zum FC Chesterfield, und danach von November bis Dezember zu den Tranmere Rovers. Im März 2014 wechselte Edwards mit einer einmonatigen Leihe zum Viertligisten FC Morecambe, die später bis zum Ende der Saison erweitert wurde. Nachdem sein Vertrag in Blackburn nicht verlängert worden war, wechselte der Innenverteidiger fest nach Morecamb. Zu b
Beginn der Saison 2014/15 brach sich Edwards in einem Vorbereitungsspiel einen Finger, wodurch er zwei Monate lang ausfiel. Sein erstes Spiel absolvierte er am 6. September 2014 bei einem torlosen Unentschieden gegen Cheltenham Town. Im März 2015 wurde der Abwehrspieler bei einem 3:2-Sieg gegen Luton Town erstmals in seiner Karriere mit einer roten Karte vom Platz gestellt. Edwards beendete seine erste volle Saison in Morecambe mit 31 Einsätzen. In der Saison 2015/16 wurde Edwards Stammspieler und bildete mit Shaun Beeley, Alan Goodall und Andy Parrish die Abwehrkette. Sein erstes Karrieretor gelang ihm in der gleichen Saison bei einem 2:0-Sieg gegen den FC Portsmouth am 16. August 2016. Auch in der Spielzeit 2016/17 bildete er als Stammkraft in Morecamb die Innenverteidigung und verpasste nur drei Ligaspiele. Nach drei Jahren und über 100 Pflichtspielen für den Verein aus dem Nordwesten Englands wechselte Edwards zum Drittligisten Plymouth Argyle in den äußersten Südwesten des Landes. In seiner ersten Saison verpasste der Aufsteiger mit drei Punkten Rückstand die Play-off-Spiele um den Aufstieg in die Championship. Edwards steuerte 25 Spiele und drei Tore bei. Nachdem Ärzte im Januar 2018 beim 24-Jährigen Edwards Hodenkrebs diagnostiziert hatten, spielte er nicht mehr im weiteren Verlauf der Saison. Nach einer erfolgreichen Bekämpfung gaben die Ärzte im April 2018 Entwarnung. Die nachfolgende Saison 2018/19 endete mit dem Abstieg aus der dritten Liga. Als Abwehrspieler war Edwards mit fünf Toren in 36 Ligaspielen hinter Freddie Ladapo, Rúben Lameiras und Graham Carey viertbester Torschütze der Mannschaft. Nach dem Abstieg ging Edwards zurück in seine Heimatregion und unterschrieb beim FC Blackpool. Im August 2020 wechselte er weiter nach Schottland zu Dundee United. Nach einem Trainerwechsel wurde Edwards in der Saison 2021/22 zum neuen Mannschaftskapitän ernannt. Nach 92 Ligaspielen wechselte er im September 2023 zum indischen Erstligisten Chennaiyin FC